# Michaela Kirchgasser
Michaela Kirchgasser (Schwarzach im Pongau, 18 maart 1985) is een Oostenrijkse alpineskiester. Ze vertegenwoordigde haar vaderland driemaal op de Olympische Winterspelen.

## Carrière
Kirchgasser maakte in december 2001, op 16-jarige leeftijd, haar wereldbekerdebuut in Sestriere en dankzij een zeventiende plaats scoorde ze direct haar eerste wereldbekerpunten. In maart 2003 behaalde de Oostenrijkse in Lillehammer haar eerste toptienklassering. Tijdens de Olympische Winterspelen van 2006 in Turijn eindigde Kirchgasser als vijfde op de slalom en als zesde op de combinatie, op de reuzenslalom wist ze de finish niet te bereiken. In november 2006 stond de Oostenrijkse voor de eerste maal in haar carrière op het podium van een wereldbekerwedstrijd.
In Åre nam Kirchgasser deel aan de wereldkampioenschappen alpineskiën 2007. Op dit toernooi eindigde ze als vierde op de reuzenslalom en als negende op de slalom. Samen met Renate Götschl, Mario Matt, Benjamin Raich, Marlies Schild en Fritz Strobl veroverde ze de wereldtitel in de landenwedstrijd. Één week na de wereldkampioenschappen boekte ze in Sierra Nevada haar eerste wereldbekerzege. Aan het eind van het seizoen 2006/2007 bezette ze de achtste plaats in het algemeen klassement. Op de wereldkampioenschappen alpineskiën 2009 in Val-d'Isère eindigde de Oostenrijkse als vijfde op de reuzenslalom, op de supercombinatie werd ze gediskwalificeerd en op de slalom wist ze niet te finishen.
In 2010 nam Kirchgasser een tweede keer deel aan de Olympische Winterspelen. In Vancouver eindigde ze op de negende plaats in de supercombinatie.

## Resultaten

### Titels
Wereldkampioene landenwedstrijd - 2007
Oostenrijks kampioene afdaling - 2002, 2008
Oostenrijks kampioene reuzenslalom - 2007

### Olympische Spelen
| Jaar | Plaats    | Resultaten                                      |
| ---- | --------- | ----------------------------------------------- |
| 2006 | Turijn    | 5e Slalom 6e Combinatie DNF2 Reuzenslalom       |
| 2010 | Vancouver | 9e Supercombinatie 15e Reuzenslalom DNF2 Slalom |
| 2014 | Vancouver | 7e Supercombinatie 12e Reuzenslalom DNF2 Slalom |

### Wereldkampioenschappen
| Jaar | Plaats                 | Resultaten                                      |
| ---- | ---------------------- | ----------------------------------------------- |
| 2007 | Åre                    | 4e Reuzenslalom · 9e Slalom · Team              |
| 2009 | Val-d'Isère            | 5e Reuzenslalom DSQ Supercombinatie DNF Slalom  |
| 2011 | Garmisch-Partenkirchen | 13e Supercombinatie DNF2 Slalom                 |
| 2013 | Schladming             | Slalom · 4e Supercombinatie · DSQ1 Reuzenslalom |
| 2015 | Vail/Beaver Creek      | 6e Reuzenslalom DNF2 Slalom                     |
| 2017 | Sankt Moritz           | Combinatie · 6e Slalom · 12e Reuzenslalom       |

### Wereldbeker

#### Eindklasseringen
| Seizoen   | Algm | AD  | SL     | RS    | SG  | SC     |
| --------- | ---- | --- | ------ | ----- | --- | ------ |
| 2001/2002 | 89e  | -   | 33e    | -     | -   | -      |
| 2002/2003 | 81e  | -   | 36e    | -     | -   | -      |
| 2003/2004 | 63e  | -   | 25e    | 48e   | -   | -      |
| 2004/2005 | 58e  | -   | 31e    | 25e   | -   | -      |
| 2005/2006 | 20e  | -   | 14e    | 9e    | -   | 20e    |
| 2006/2007 | 8e   | -   | 13e    | Brons | -   | 4e     |
| 2007/2008 | 33e  | -   | 13e    | 18e   | -   | 21e    |
| 2008/2009 | 22e  | -   | 20e    | 10e   | -   | 17e    |
| 2009/2010 | 19e  | 51e | 24e    | 15e   | 36e | Brons  |
| 2010/2011 | 21e  | 48e | 16e    | 17e   | 47e | 6e     |
| 2011/2012 | 10e  | -   | Zilver | 21e   | -   | -      |
| 2012/2013 | 14e  | -   | 12e    | 16e   | -   | Brons  |
| 2013/2014 | 25e  | -   | 15e    | 30e   | -   | Zilver |
| 2014/2015 | 29e  | -   | 16e    | 22e   | -   | 8e     |
| 2015/2016 | 15e  | -   | 10e    | 12e   | 50e | Brons  |
| 2016/2017 | 28e  | -   | 26e    | 18e   | -   | 4e     |
| 2017/2018 | 99e  | -   | 41e    | -     | -   | -      |

#### Wereldbekerzeges
| Datum            | Plaats        | Onderdeel    |
| ---------------- | ------------- | ------------ |
| 24 februari 2007 | Sierra Nevada | Reuzenslalom |
| 22 januari 2012  | Kranjska Gora | Slalom       |
| 17 maart 2012    | Schladming    | Slalom       |